# Operação Carbono 14
Operação Carbono 14 foi uma operação policial brasileira deflagrada, pela Polícia Federal, (PF) em 1.º de abril de 2016. Representando a 27.ª fase da Operação Lava Jato, é um desdobramento do Caso Celso Daniel e do Escândalo do Mensalão.
Esta fase foi chamada de "carbono-14" em referência aos procedimentos usados pela ciência para a datação de itens e a investigação de fatos antigos.

## Investigações
O empresário Ronan Maria Pinto, dono do Diário do Grande ABC e da empresa Viação Expresso Santo André teria recebido, segundo o procurador do Ministério Público Federal (MPF) Diogo Castor, 6 milhões de reais dos 12 milhões de reais obtidos em negócios que envolvem a Petrobras e o Banco Schahin.
Os repasses tiveram como intermediários o pecuarista preso na Lava Jato, José Carlos Bumlai, e o frigorífico Bertin, até chegar à empresa Expresso Santo André, de Ronan Pinto. Segundo o procurador, essas operações financeiras foram citadas pelo publicitário Marcos Valério, em 2012, e puderam ser confirmadas a partir das quebras dos sigilos fiscais e bancários dos investigados.

### Banco Schahin
"Nosso objetivo é esclarecer a lavagem de dinheiro, crime cometido pelo Banco Schahin. A razão para receber esses valores é a grande pergunta que os investigadores querem fazer. Nossa suspeita é que esses repasses foram feitos para pagar divida de campanha para a prefeitura de Campinas, na época", disse o procurador em coletiva de imprensa na Superintendência da Polícia Federal, em Curitiba.
De acordo com a acusação do MPF, Bumlai teria usado contratos firmados com a Petrobras para quitar empréstimos com o Banco Schahin. De acordo com os procuradores,  investigados que assinaram acordos de delação premiada revelaram que o empréstimo de  12 milhões de reais destinava-se ao PT, e foi pago mediante a contratação da Construtora Schahin como operadora do navio-sonda Vitória 10.000, da Petrobras, em 2009.

### Silvio Pereira
O ex-secretário geral do PT, Sílvio José Pereira, investigado também no caso do Mensalão, foi, segundo Castro, "o principal articulador do PT com Marcos Valério. Há indícios de que ele arquitetou o esquema de empréstimo fraudulento junto ao banco", disse o procurador. "Há similaridades com metodologia adotada no Mensalão, pelo uso de instituição financeira para pagamento de empréstimos fraudulentos, tendo como retorno favores do governo federal. Neste caso, o pagamento foi a utilização de contrato com a Petrobras".
| “ | Nesta nova fase de investigações, busca-se identificar o caminho do dinheiro obtido junto ao banco, em benefício do PT. O dinheiro saiu do banco, foi ao Bumlai, ao frigorífico Bertin e, depois, foi destinado aos beneficiários finais. Pelo menos R$ 6 milhões foram repassados à empresa do Rio de Janeiro chamada Remark Assessoria, que repassou praticamente todo o valor, R$ 5,7 milhões, para a empresa Expresso Nova Santo André, de Ronan Maria Pinto | ” |

O empresário Fernando Moura foi preso na Lava Jato e aceitou fazer delação premiada. Moura disse que uma vez pegou 600 mil reais em dinheiro na casa de Silvio. Segundo Moura, a quantia tinha sido entregue por uma fornecedora da Petrobras. Em outro depoimento, Moura disse que o ex-secretário-geral do PT recebia "um cala boca" de dois empreiteiros para não falar o que sabia sobre o esquema.

## Mandados

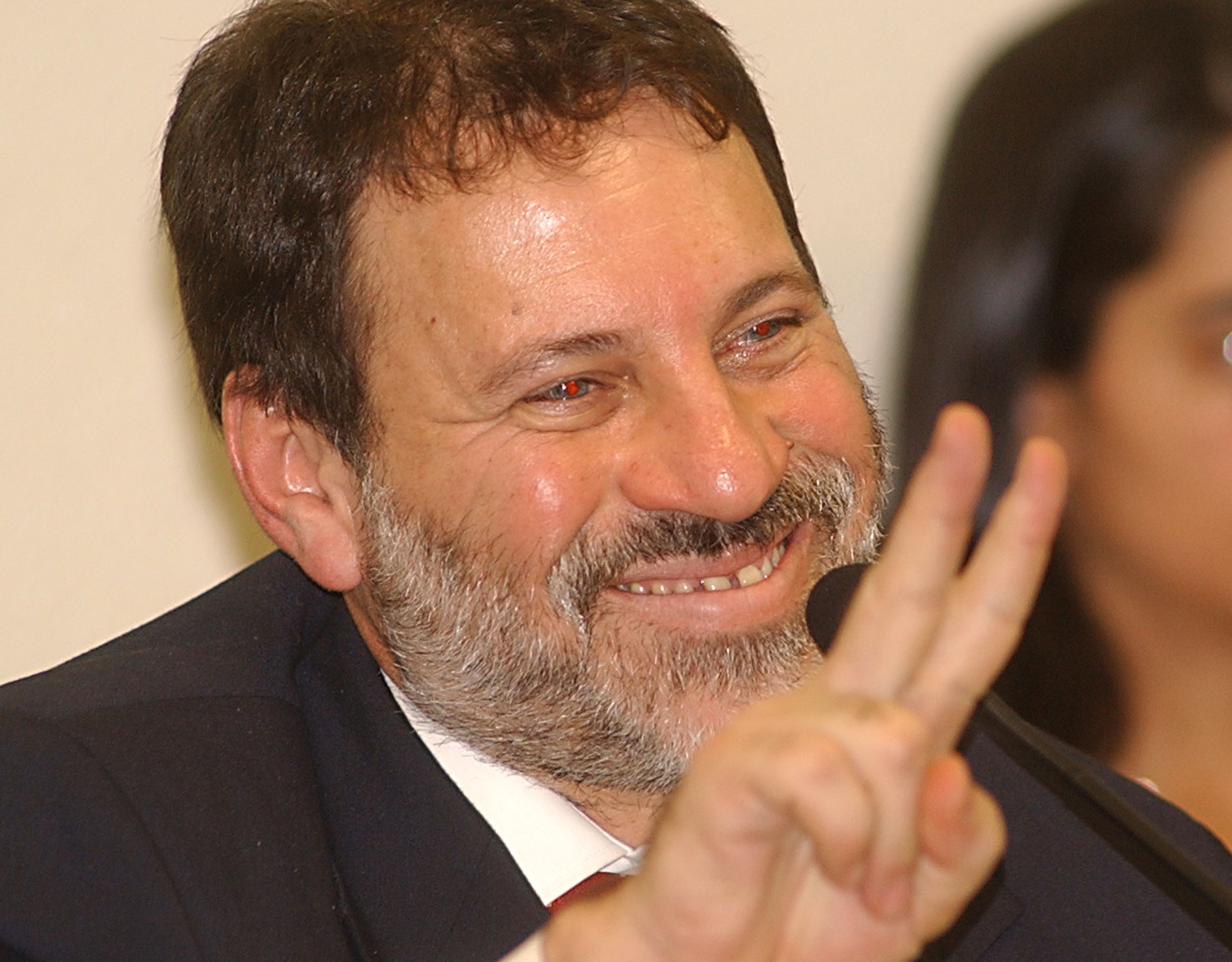
O ex-tesoureiro do PT, Delúbio Soares, alvo da operação Carbono 14.

A operação contou com cerca de 50 policiais federais, que cumpriram 12 mandados judiciais no estados de São Paulo, sendo três mandados de busca e apreensão, dois mandados de condução coercitiva na capital paulista, um mandado de busca e apreensão, uma prisão temporária em Santo André (SP).
Silvio Pereira e Ronan Maria Pinto foram presos. Os presos foram encaminhados para a Superintendência da Polícia Federal em Curitiba, enquanto aqueles conduzidos para depoimentos foram ouvidos na cidade de São Paulo.
Os policiais federais entraram na sede do Diário do Grande ABC, de propriedade de Ronan Maria Pinto, cumprindo mandado de busca e apreensão.

### Prisão temporária
- Silvio Pereira[4]
- Ronan Maria Pinto[4]

### Condução coercitiva
- Breno Altman, jornalista.[4]
- Delúbio Soares, ex-tesoureiro do PT.[4]

## Reações
Por meio de nota, Ronan Maria Pinto disse "não ter relação com os fatos mencionados e estar sendo vítima de uma situação que com certeza agora poderá ser esclarecida de uma vez por todas". O empresário acrescentou que sempre esteve à disposição para esclarecer as dúvidas dos investigadores sobre o caso.